# Concert per a violí núm. 3 (Saint-Saëns)
El Concert per a violí i orquestra núm. 3 en si menor, op. 61, de Camille Saint-Saëns és una obra per a violí i orquestra, escrita el març de 1880. Saint-Saëns va dedicar el concert al seu col·lega compositor i virtuós Pablo Sarasate, que va interpretar la part solista en l'estrena l'octubre de 1880. L'obra està escrita per a violí sol, 2 flautes/flautí, 2 oboès, 2 clarinets, 2 fagots, 2 trompes, 2 trompetes, 3 trombons, timbals i cordes. L'obra està composta en tres moviments:
- Allegro non troppo
- Andantino quasi allegretto
- Molto moderato e maestoso - Allegro non troppo

Encara que el tercer i últim concert per a violí de Saint-Saëns sembla ser menys exigent tècnicament en la part solista que els seus predecessors, la seva invenció melòdica i la seva subtilesa impressionista suposen importants reptes interpretatius. Això és més notable en el segon moviment i la coral del final, que és una reminiscència del final del Concert per a piano i orquestra núm. 4. Possiblement a causa d'això, el concert de Sarasate juntament amb la Introducció i rondó capritxós, op. 28, i l'Havanaise, op. 83, segueixen considerant-se les principals obres concertants per a violí de Saint-Saëns que segueixen escoltant-se amb regularitat avui dia.